# رودخانه حاصبانی
رودخانه حاصبانی از شعبه‌های اصلی رود اردن است. طول رودخانه در داخل خاک لبنان ۲۴ کیلومتر است و سپس به اسرائیل رسیده و در شمال آن کشور با دو رود دیگر پیوند خورده و رود اردن را تشکیل می‌دهد. نام رود حاصبانی به شهر حاصبیا در جنوب لبنان اشاره دارد.
رود حاصبانی از دو چشمه در شمال غربی در جبل‌الشیخ و کوه حرمون سرچشمه می‌گیرد.